# Tant d'amour perdu
Pour plus de détails, voir Fiche technique et Distribution.
Tant d'amour perdu est un film franco-italien réalisé par Léo Joannon, sorti en 1958.

## Fiche technique
- Titre : Tant d'amour perdu
- Réalisation : Léo Joannon
- Scénario : Léo Joannon, Roland Laudenbach et Frédéric Grendel
- Dialogues : Roland Laudenbach
- Photographie : André Bac
- Montage : Monique et Robert Isnardon
- Musique : Jimmy Giuffre et Marc Lanjean
- Décors : Robert Dumesnil
- Costumes : Paulette Coquatrix
- Son : Raymond Gauguier
- Société(s) de production : Société Nouvelle des Établissements Gaumont - Zebra Films - Tempo Films
- Pays de production :  France |  Italie
- Format : Noir et blanc — 35 mm — 1,37:1 — Son : Mono
- Genre : Comédie dramatique
- Durée : 90 minutes (1 h 30)
- Date de sortie : 
  - France : 12 novembre 1958
- Affiche : Clément Hurel (France)

## Distribution
- Pierre Fresnay : 	Joseph Andrieu
- Franca Bettoia : Annie
- Anne Doat : Christine
- Gabriele Ferzetti : Frédéric Solingen
- Claude Titre : Michel Mortier
- Michel Bardinet : Lionel de Bellac
- Marguerite Pierry : Léocadie
- Bernard La Jarrige : l'impresario
- René Bergeron : Martin
- Charles Lemontier
- Hugues Aufray